# Goedingebrug
De Goedingebrug is een liggerbrug over de Leie tussen Afsnee en Drongen bij Gent, voor de snelweg E40 (A10). Aan de onderkant hangt een voetgangersbrug. De vrije doorvaarthoogte is hierdoor beperkt tot 5,72 meter. Ook voor fietsers is die bruikbaar, mits het beklimmen van een trap, en bespaart hen dan een grote omweg. Deze brug is immers de enige in de 10 kilometer tussen de N437 (Sint-Martens-Leerne - Deurle) en de recente Fietsbrug Muinkhampad naast spoorlijn 50A. De voetgangersbrug heeft een lengte van 53,54 m en een breedte van 2,12 m en is opgehangen met metalen staven aan de onderzijde van de Goedingebrug. Op de beide brughoofden van de voetgangersbrug prijkt het jaartal 1947.

## Geschiedenis
De brug werd gebouwd in de jaren vijftig bij de aanleg van de E40. Bij de verbreding begin jaren zeventig van twee naar drie rijstroken per rijrichting werd de brug met enkele meters verbreed. In verband met het toenemende verkeer werden er destijds ook verstevigingswerken uitgevoerd.

### Slechte staat
In 2007 kreeg de brug, samen met de Merelbekebrug en drie bruggen over de E40 nabij Gent, het predicaat "prioriteit 1" (te vernieuwen) in een onderzoeksrapport van het Agentschap Wegen en Verkeer, in opdracht van het Departement Mobiliteit en Openbare Werken van de Vlaamse overheid.. Omdat het niet meer mogelijk is om deze brug te renoveren zal ze in de toekomst vervangen worden door een nieuwe brug. Bij de bouw van de nieuwe brug zal ook rekening gehouden worden met een mogelijke verbreding van 3 naar 4 rijstroken per rijrichting.
Academiebrug · Albertina Sisulubrug · André Denysbrug · Appelbrug · Asselsbrug · Bargiebrug · Bataviabrug · Bavobrug · Beekstraatbrug · Blaarmeersenbrugbrug · Brug der Keizerlijke Geneugten · Brugsevaartbrug · Buchtenbrug · Buchtenspoorbrug · Calcuttabrug · Charles Marcellisbrug · Contributiebrug · Dampoortbrug · Destelbergenbrug · Drongenbrug · Ekkergembrug · Emiel Clausbrug · Europabrug · Eversteinbrugbrug · Eversteinspoorbrug · Ferdinand Lousbergsbrug · François Laurentbrug · Fransevaartbrug · Gaardeniersbrug · Gasmeterbrug · Gebroeders Van Eyckbrug · Gentbruggebrug · Goedingebrug · Grasbrug · Griendijkbrug · Groendreefbrug · Groene Valleibrug · Groot-Brittanniëbrug · Grootdokbrug · Guldenmeersbrug · Heernisspoorbrug · Heinakkerbrug · Hoofdbrug · Hospitaalbrug · Hundelgembrug · Hutsepotbrug · Industriebrug · Jan Palfijnbrug · John Kennedybrug · Jozef Ghuislainbrug · Kaaksmetebrug · Kappebrug · Keizerbrug · Keizerviaduct · Ketelbrug · Klaverbladbrug · Koning Albertbrug · Koning Willembrug · Krommewalbrug · Langerbruggebrug · Leiebrug · Lievebrug · Louisa d'Havébrug · Maaltebrug · Malemvoetbrug · Mariakerkebrug · Matadibrug · Meierijbrug · Melkhambrug · Mendonkbrug · Merelbekebrug · Meulestedebrug · Minnemeersbrug · Moskoubrug · Muidebrug · Muinkbrug · Napoleon de Pauwbrug · Nieuwbrug · Nieuwebosbrug · Nieuwekalebrug · Nieuwescheldebrug · Nieuwevaartbrug · Oktrooibrug · Onthoofdingsbrug · Ottergembrug · Oudescheldebrug · Parkbosbruggen · Pontbrug · Predikherenbrug · Rabotbrug · Recolettenbrug · Rietkenbrug · Rozemarijnbrug · Sint-Agnetebrug · Sint-Antoniusbrug · Sint-Denijsbrug · Sint-Jorisbrug · Sint-Lievensbrug · Sint-Lievensviaduct · Sint-Martinusbrug · Sint-Michielsbrug · Skaldenbrug · Slachthuisbrug · Snepbrug · Snepdijkbrug · Snepvoetbrug · Spanjeveerbrug · Stropbrug · Stropspoorbrug · Ter Platenbrug · Theresianenbrug · Tolhuisbrug · Tweegatenbrug · Verapazbrug · Verlorenkostbrug · Viaduct van Gentbrugge · Visserijkombrug · Vleeshuisbrug · Voorhavenbrug=Wiedauwkaaibrug · Waalbrug · Walpoortbrug · Warmoezeniersbrug · Watermolenbrug · Westerringspoorbrug · Wijdenaardbrug · Wondelgembrug · Zoé Borluutbrug · Zomerweibrug · Zuiderlaanbrug · Zuivelbrug · Zwijnaardebrug · Zwijnaardekanaalbrug · Zwijnaardekasteelbrug